# University School of Milwaukee
Die University School of Milwaukee (USM; dt.: Milwaukeer Universitätsschule) ist eine private Schule 
in Milwaukee und River Hills (Milwaukee County), deren Schulangebot 15 Jahrgangsstufen, beginnend mit der Vorkindergartenstufe (pre kindergarten) bis hin zur universitätsvorbereitenden Oberstufe reicht.
Den heutigen Namen erhielt die Schule 1963 einhergehend mit der Zusammenlegung der Milwaukee Country Day School, des Milwaukee-Downer Seminary und der 1851 von Peter Engelmann, William Frankfurth und anderen deutschstämmigen Einwanderern gegründeten German-English Academy, die während des Ersten Weltkriegs 1917 in Milwaukee University School umbenannt wurde.

## Schüler
- Lower School (Grad 4; Vorkindergarten): 394
- Middle School (Grade 5–8; Kindergarten und Grundschule): 299
- Upper School (Grade 9–12; bis einschließlich Oberstufe): 353

## Sonstiges
Das Gymnasium „Am Breiten Teich“ und die University School of Milwaukee sind seit April 2011 über das German American Partnership Program des Pädagogischen Austauschdienstes als Partnerschulen verbunden.